# Чеширський діалект англійської мови
53°10′00″ пн. ш. 2°35′00″ зх. д. / 53.166666666667° пн. ш. 2.5833333333333° зх. д.
Чеширський діалект англійської мови (англ. Cheshire dialect) — це збірний діалект, на якому говорять на північному заході Мідлендсу в Англії. Чеширський діалект є сумішшю діалектів Ланкаширу, Стаффордширу, Шропширу та Дербіширу.

## Історія
Історія чеширського діалекту налічує кілька століть. Роботи поетів XIV століття, наприклад Сер Гавейн і Зелений Лицар або Гавейнський поет написано саме чеширським діалектом. До них також належить релігійна поема Святий Еркенвальд, написана між кінцем XIV століття і початком XV століття. Чеширський письменник Алан Ґарнер писав: «Звичайно [чеширський діалект] змінився від часів Гавейнського поета, як змінюється будь-яка жива мова. Але коли я вголос читав уривки з поеми моєму батькові, він знав і використовував більш ніж 90 % вживаних там слів; зміни також не зазнала фонетика голосних.».
Найраніші письмові джерела включають англійські прислів'я і діалектизми, зібрані Джоном Реєм, а також глосарій чеширських слів, укладений Роджером Вілбрегемом (англ. Roger Wilbraham) 1817 року і потім доповнений 1826 року. Ці дані розширив та доповнив Егертон Лей у глосарії, опублікованому 1877 року, після його смерті. Глосарій був спробою зберегти самобутність чеширської мови, яка вже на той час була під загрозою «еміграції, залізниць та змішання графств». Лей також зазначив, що деякі з описаних Реєм слів на той час вже зникли. До пізніх джерел належать Folk-speech of South Cheshire Томаса Дарлінгтона (1887) і The Cheshire Chatter Пітера Райта (1979).

## Особливості та вживання
Деякі слова чеширського діалекту відсутні в стандартній англійській, наприклад слово shippen (хлів, стійло). Егертон Лей висловив припущення, що більшість слів чеширського діалекту походять із давньоанглійської мови, так, shippen сходить до scypen. Деякі інші слова отримані перестановкою букв: waps від wasp і neam від name (значення початкового й отриманого слів збігаються). Музичний архів Британської бібліотеки має в своєму розпорядженні звукозаписи з чеширським діалектом з різних частин країни. Багато письменників використовували чеширський діалект у своїх творах, наприклад, поет Г. В. Лукас (Homage to Cheshire; 1939—1960) та Роуленд Егертон-Варбертон (Hunting Songs; 1877).